# ヤンネ・アンデション
ヤン・オロフ・"ヤンネ"・アンデション（Jan Olof "Janne" Andersson、1962年9月29日 - ）は、スウェーデン・ハルムスタッド出身の元サッカー選手、現サッカー指導者。現役時代のポジションはFW。2016年6月よりスウェーデン代表の監督を務めている。

## 指導者経歴
アマチュア選手として現役を引退し、2004シーズンからハルムスタッズBKの監督を務め、2016シーズンにはIFKノルシェーピンの監督としてクラブに26年ぶりとなるアルスヴェンスカン優勝をもたらした。同シーズン終了後、UEFA EURO 2016でスウェーデン代表がグループ最下位に終わったことで、アンデションは同代表の監督に就任した。就任後最初の大一番となったイタリア代表との2018 FIFAワールドカップ・予選のプレーオフでは、第1戦を1-0の勝利で折り返し、第2戦目ではイタリアホームの中、手堅い守備をベースに0-0のスコアレスドローに抑え、見事本大会出場権を獲得した。2018年6月に開催されたワールドカップでは、グループステージを2勝1敗の成績で勝ち抜き、ベスト16でスイス代表を下して、実に24年ぶりのベスト8進出へチームを導いた。しかし、ベスト8でイングランド代表に2失点を許し、大会敗退が決定した。
UEFA EURO 2020では、スペイン代表、ポーランド代表、スロバキア代表と同居したグループを勝ち点7の首位で通過したが、ベスト16でウクライナ代表に敗れた。

## タイトル

### 監督
IFKノルシェーピン
- アルスヴェンスカン : 1回 (2015)